# Dennis Tilburg
Dennis Tilburg (Paramaribo, Suriname, 20 april 1966) is een Nederlandse voormalige atleet en bobsleeër. Hij kwam op jonge leeftijd naar Nederland en was in de jaren negentig een topsprinter op de (60, 100, 200 meter) en de 4 × 100 m estafette. In 2000 legde hij zich toe op bobsleeën. Hij is tweevoudig Nederlands kampioen op de sprint. Na zijn actieve sportcarrière werd hij sprint- en conditietrainer en voetbalcoach.

## Loopbaan
Met de 4 × 100 m estafetteploeg (Troy Douglas, Miguel Janssen, Patrick Snoek en Patrick van Balkom) plaatste Tilburg zich voor de Europese kampioenschappen te Boedapest in 1998. Daar brak hij het toenmalig Nederlands record samen met Martijn Ungerer, Patrick Snoek en Patrick van Balkom in de series met een tijd van 39.29 s.
In 1998 had hij zich ook individueel geplaatst op de 60 m voor de EK indoor te Valencia.
In 2000 maakte Tilburg de overstap naar het bobsleeën met als doel plaatsing voor de Olympische Winterspelen in 2002. Met Olaf ter Braack versloeg hij de 'grote' bobsleelanden op de start. De afdaling was niet van hetzelfde niveau als de start. Na een samensmelting met Team Glas plaatsten zij zich in de winter van 2001 voor de Olympische Winterspelen.
Vlak voor de Olympische Winterspelen van 2002 brak Tilburg zijn linker schouderblad tijdens een crash met de bobslee. Hij was niet op tijd hersteld om te kunnen deelnemen.
Tilburg is daarna gaan coachen. Op voetbalgebied de D-junioren van Real Sranang. Het 1e team van Real Sranang heeft hij conditietraining gegeven. Daarnaast gaf hij ook training aan enkele profvoetballers buiten het seizoen om.
Op atletiekgebied was hij sprinttrainer bij AAC, Phanos, AVA'61, Phoenix en AV Bijlmer. Daarnaast heeft hij ook atleten individueel getraind, waaronder Lindell Philip en Martijn Hoogendam (kampioenen bij de A-junioren).
Tilburg heeft onder meer Raymond Joval (wereldkampioen boksen) conditioneel bijgestaan.
De olympische bobsleedames (Eline Jurg, Nannet Karenberg-Kiemel en Urta Rozenstruik) heeft hij in de loop- en krachttraining begeleid. Met zijn training hadden ze een top 3 start tijdens het WK bobsleeën in Königssee in 2004.

## Nederlandse kampioenschappen
Indoor
| Onderdeel | Jaar       |
| --------- | ---------- |
| 60 m      | 1991, 1998 |

## Persoonlijke records
Outdoor
| Onderdeel | Prestatie         | Datum           | Plaats   |
| --------- | ----------------- | --------------- | -------- |
| 100 m     | 10,35 s           | 19 juli 1998    | Tel Aviv |
| 200 m     | 21,29 s           | 6 augustus 1998 | Oordegem |
| 200 m     | 20,9 s (handtijd) |                 |          |

Indoor
| Onderdeel | Prestatie | Datum            | Plaats   |
| --------- | --------- | ---------------- | -------- |
| 60 m      | 6,70 s    | 14 februari 1998 | Den Haag |
| 200 m     | 21,59 s   | 15 februari 1998 | Den Haag |

## Palmares

### 60 m
- 1991:  NK indoor – 6,90 s
- 1992:  NK indoor – 6,91 s
- 1995:  NK indoor – 6,74 s
- 1996:  NK indoor – 6,78 s
- 1997:  NK indoor – 6,76 s
- 1998:  NK indoor – 6,70 s
- 1999:  NK indoor – 6,76 s
- 2004:  NK indoor - 6,81 s

### 100 m
- 1998:  NK - 10,56 s (+1,3 m/s)

### 200 m
- 1999:  NK indoor – 21,71 s
- 1999:  NK – 21,38 s (-1,4 m/s)

### 4 × 100 m
- 1998: 7e EK – 39,79 s (in serie 39,29 = NR)